# Base Aérea Militar Mar del Plata
La Base Aérea Militar Mar del Plata (BAM Mar del Plata o BAM MDP) es un aeródromo militar de la Fuerza Aérea Argentina con asiento en Mar del Plata y con dependencia del Comando de Adiestramiento y Alistamiento de la Fuerza Aérea.

## Historia
La unidad fue creada el 15 de febrero de 1952. Por medio de un Decreto aprobado por la Secretaría Aeronáutica, se creó con el nombre de  “Destacamento Aeronáutico", con base en el Aeródromo Militar Mar del Plata. En junio de 1965 se deja sin efecto la denominación y se cambia por el de Base Aérea Militar Mar del Plata.
En abril de 1959 albergó al Grupo II de Caza, proveniente de la VII Brigada Aérea, dotado de aviones Gloster Meteor, uno de los cuales engalana el ingreso de la Unidad. En enero de 1960 se crea el Grupo 1 de aviones Huanquero, funcionando hasta fines del año 1962.
Según el 1.er Teniente Spath (jefe de la 3.ª Batería del Grupo 1 de Defensa AAe en 1982) entre los años 1980 y 1981, con parte del Grupo 1 de Defensa AAe destinado en la VI Brigada Aérea (Tandil) se realizaban ejercicios con el Grupo Aéreo 6 de Caza: los pilotos de los cazabombarderos Mirage Dagger realizaban simulacros de ataque a las piezas. De ese modo, el personal de Artillería Antiaérea alcanzó un alto grado de adiestramiento, probado en combate en 1982.

## Guerra de Malvinas (1982)
Durante la Guerra de Malvinas, en la defensa aérea de las islas, intervino la 3.ª Batería Antiaérea, con base en la BAM MDP y cuyo jefe era el 1.er Teniente Oscar Humberto Spath, quien el 2 de abril por la mañana, tras tomar conocimiento de los sucesos en Malvinas a través la radio, ordenó alistar la batería para su despliegue inmediato. El domingo 4 de abril, se decidió finalmente el envío de la 3.ª Batería a las islas y al día siguiente con el sistema C-130 inicio su traslado; completandose el arribo a Puerto Argentino junto al material, los días 6 y 7 de abril. Al llegar la 3.ª Batería a la BAM Malvinas y descargar el material, el Brigadier Luis Guillermo Castellano señaló como el lugar previsto para emplazamiento de los cañones al sector de la Cabecera de Pista 2, Este. La Batería dispuso de 2 cañones Oerlikon, completando así el esquema defensivo que ya se encontraba emplazado alrededor de la pista de la BAM Malvinas (nueve cañones Rheinmetall de 20 mm y un radar de corto alcance ELTA). Según el entonces 1.er Teniente Spath, el sector que les tocó cubrir a la 3.ª Batería estaba rodeado de médanos de arena de una altura promedio de 3 metros, con un direccionamiento Norte-Sur, dado los vientos predominantes del Oeste. Dentro de uno de los médanos más grandes construyeron dos refugios, llegando a reunir unas 40 personas (personal de la 3.ª Batería, personal del Puesto de Socorro adelantado, del Puesto Comando de Artillería AAe y los operadores de los lanzadores portátiles de misiles SA-7). La 3.ª Batería tuvo especial participación en la defensa de la BAM Malvinas durante la batalla del 1 de Mayo; repeliendo el ataque de jets Sea Harrier, posteriormente siendo blanco de fuego aéreo y naval, y en dos oportunidades debiendo cambiar de posiciones sus cañones y refugios durante el transcurso de las acciones. La unidad regreso al continente en el último vuelo del sistema C-130 Hércules, arribando a la IX Brigada Aérea en Comodoro Rivadavia en la noche del 13 de junio.

## Actualidad
Actualmente se dictan allí cursos que buscan formar profesionalmente al personal militar superior y subalterno, con especialidad artillería antiaérea (AAe). Intervienen en dichos cursos unidades de Ejército, Armada y Fuerza Aérea. Se encuentran en servicio tres vehículos aéreos no tripulados de la FAA, el Pegasus, Tehuelche y Murciélago, para prácticas de tiro diurno y nocturno con los cañones antiaéreos. 

## Aeronaves exhibidas en la BAM MDP
Uno de los aviones que se hallan en exhibición en la entrada de la unidad, es el bombardero Canberra (matrícula B-105) el cual sirvió en la Guerra de Malvinas. Dicha aeronave fue fabricada por la English Electric Co. de Inglaterra,  entregado a la Royal Air Force (RAF) el 16 de febrero de 1953 y permaneciendo en servicio allí hasta 1968. Adquirido por la firma BAC, fue transformado en la versión Mk.62, y entregado a la Fuerza Aérea Argentina el 20 de marzo de 1971, recibiendo la matrícula B-105, y siendo asignado a la II Brigada Aérea, con base en Paraná, Provincia de Entre Ríos. 
Durante la Guerra de Malvinas fue desplegado a la Base Aeronaval Almirante Zar (Trelew) el día 13 de abril de 1982, pero finalmente la mayoría de las misiones las realizaría desde la BAM Río Gallegos (Provincia de Santa Cruz). El B-105 inicialmente realizó una misión de reconocimiento fotográfico sobre las Islas Malvinas (22 de abril). Con posterioridad, el 26 de abril, participó de la primera misión ofensiva lanzada por la FAA  (un ataque de tres Canberra contra buques ingleses que intentaban reconquistar las lejanas islas Georgias del Sur), pero debió regresar a la base debido a algunas fallas en sus motores. El 1 de mayo, bautismo de fuego de la FAA, el B-105 junto con los Canberra B-108 y B-109, realizaron una misión de ataque. Desde dos buques ingleses dispararon varios misiles, uno de los cuales impactó en la semiala izquierda del B-108, pero los tres pudieron regresar a base (ese día fue derribado el Canberra B-110, produciendo la muerte del 1.er. teniente González y el teniente De Ibáñez). Otras misiones en que participara el B-105 incluyen un ataque al desembarco inglés en Puerto San Carlos (29 de mayo), el ataque a la Base Eagle de helicópteros de la Royal Navy (31 de mayo) y una misión de bombardeo desde 4.000 pies de altura, sobre tropas inglesas en Monte Kent (4 de junio).
Finalmente, el día 6 de junio de 1982, junto a otros tres Canberras, arribaron a la BAM Mar del Plata. Desde allí realizarían una de las misiones más secretas y controvertidas de la guerra, en un intento de atacar las líneas de suministros británicas en pleno Océano Atlántico; solamente alcanzables por los Canberra y por el sistema Hércules (avión matrícula TC-68 modificado). Tras una exploración marítima realizada el día 7 por los Boeing 707 TC-91 y TC-92 , los cuatro Canberras despegaron el 8 de junio, con la misión de bombardear un gran buque de transporte, más tarde identificado como el supertanque "Hércules" de 220.000 toneladas de desplazamiento, y sobre el cual arrojaron un total de 8 bombas de mil lbs c/u. Una de ellas fue lanzada por el B-105 e impactó en el buque tanque, quedando alojada en su interior sin explotar. El barco se dirigió a Río de Janeiro, pero ante la imposibilidad de desactivar la bomba, fue llevado a alta mar y hundido el día 20 de julio. En cuanto al B-105, hizo su última misión en el conflicto la noche del 10 de junio. Fue dado de baja en 1988 y desde el año 2000 es exhibido en la BAM MDP.